# Winspace Orange Seal/2025
Deze pagina geeft een overzicht van de wielerploeg Winspace Orange Seal in 2025.

## Algemeen
Algemeen manager:  Jean Christophe Barbotin
Ploegleiders: Damien Pommereau, Franck Renimel
Fietsmerk: Winspace

## Renners

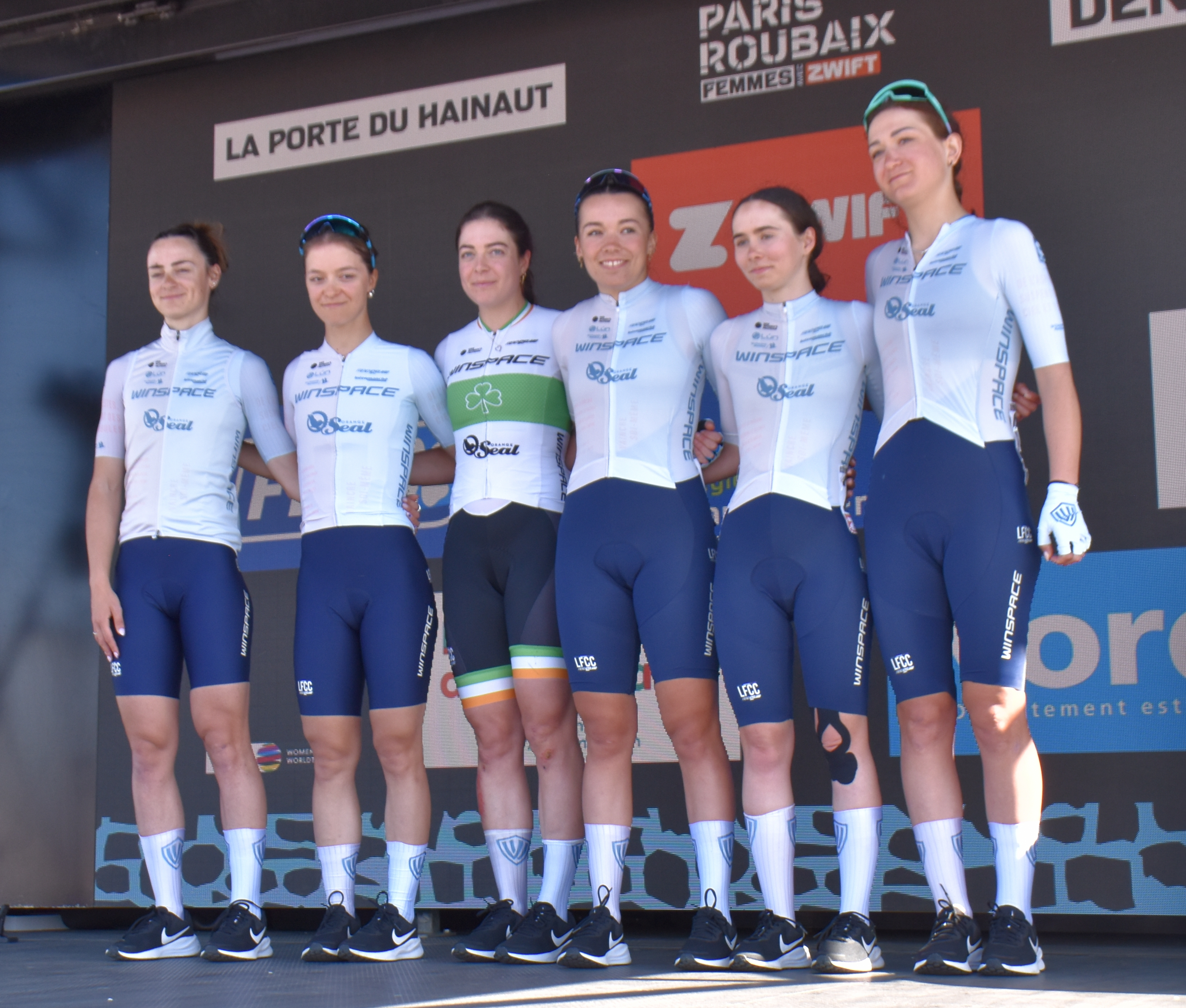
Het team in Parijs-Roubaix 2025.

| Naam                    | Geboortedatum | Nationaliteit | Ploeg 2024                                  |
| ----------------------- | ------------- | ------------- | ------------------------------------------- |
| Marine Allione          | 07-04-2001    | Frankrijk     |                                             |
| Camille Fahy            | 07-07-2003    | Frankrijk     | Saint Michel-Mavic-Auber 93                 |
| Jenaya Francis          | 08-09-2004    | Canada        | Grouwels-Watersley R&D Road Team            |
| Nadia Gontova           | 07-08-2000    | Canada        | DNA Pro Cycling                             |
| Marie-Morgane Le Deunff | 14-05-2002    | Frankrijk     | Arkéa-B&B Hotels                            |
| Kiara Lylyk             | 09-06-2004    | Canada        | Boneshaker Project presented by ORANGE SEAL |
| Fiona Mangan            | 16-05-1996    | Ierland       | Cynisca Cycling                             |
| Aurela Nerlo            | 11-02-1998    | Polen         |                                             |
| Florence Normand        | 05-01-2002    | Canada        |                                             |
| Karolina Perekitko      | 01-10-1998    | Polen         |                                             |
| Constance Valentin      | 19-03-1998    | Frankrijk     |                                             |

### Vertrokken
| Naam             | Geboortedatum | Nationaliteit | Ploeg 2025                                              |
| ---------------- | ------------- | ------------- | ------------------------------------------------------- |
| Noémie Abgrall   | 01-12-1999    | Frankrijk     | Team Claris Automobiles Ladynamips RVC                  |
| Julia Aubry      | 24-01-1999    | Frankrijk     | ?                                                       |
| Floraine Bernard | 23-03-2003    | Frankrijk     | Team Buffaz Gestion de Patrimoine-Lyon Sprint Evolution |
| Lucie Liboreau   | 07-09-2002    | Frankrijk     | ?                                                       |
| Xin Tang         | 07-01-2001    | China         | ?                                                       |
| Luyao Zeng       | 30-03-1998    | China         | ?                                                       |

## Overwinningen
| Ronde van Portugal 3e etappe: Fiona Mangan Jongerenklassement: Kiara Lylyk |

Arkéa-B&B Hotels · Cofidis · EF-Oatly-Cannondale · Laboral Kutxa-Fundación Euskadi · Saint Michel-Preference Home-Auber93 · VolkerWessels · Winspace Orange Seal